# Kanjongo
Kanjongo è un settore (imirenge) del Ruanda, parte della Provincia Occidentale e del distretto di Nyamasheke.